# Rid of Me
Rid of Me —en españolː Deshazte de mi— es el segundo álbum de estudio de la cantante y compositora inglesa PJ Harvey. Fue publicado por Island Records en mayo de 1993, aproximadamente un año después de Dry, su aclamado debut, y su sonido se caracterizó por ser más crudo y agresivo que el de su predecesor, además de ser el último disco en el que Steve Vaughan y Rob Ellis trabajaron junto a Harvey antes de la desintegración del PJ Harvey Trio.
Producido por Steve Albini, fue la primera grabación de PJ Harvey para una compañía discográfica multinacional, siendo promocionado por los sencillos «50ft Queenie» y «Man-Size», debutando en la posición número tres de la lista de álbumes del Reino Unido y fue el primer trabajo de Harvey en entrar en la lista del Billboard 200 en Estados Unidos.
Rid of Me fue alabado por la crítica, siendo nominado como candidato para el Mercury Prize de 1993, y fue incluido en la posición 153 de la lista de 2020 de Los 500 mejores álbumes de todos los tiempos según Rolling Stone (frente al pueso 405 de la edición anterior).

## Antecedentes e historia
Los dos primeros álbumes de Harvey se grabaron en un corto período de tiempo entre uno y otro, por lo que sus historias se entrelazan. En octubre de 1991 lanzó «Dress», su sencillo debut, firmó con el sello independiente Too Pure y se mudó a Londres con sus compañeros de banda. Casi inmediatamente después de publicar el sencillo Polly comenzó a recibir una muy buena recepción por parte de los críticos tanto del Reino Unido como de los Estados Unidos. Esto llevó a que varias de las grandes compañías discográficas se interesaran en ficharla. Inicialmente se mostró reacia a firmar con un sello importante temiendo perder el control creativo de su música, pero finalmente decidió firmar con Island Records en febrero de 1992. Un mes más tarde, Too Pure publicaría Dry, su álbum debut, que contenía «Dress» y «Sheela-Na-Gig», su segundo sencillo. Posteriormente Island Records distribuiría Dry en Estados Unidos bajo su subdivisión Indigo Records.
Harvey y su banda viajaron extensamente por el Reino Unido y EE. UU. promocionando Dry, en donde rechazó una oferta para tocar en el festival Lollapalooza en el verano de 1992, pero accedió a presentarse en el Reading Festival en agosto de ese año. A partir de entonces la gira comenzó a afectar su salud llegando a sufrir un colapso nervioso provocado por una serie de factores, entre ellos el agotamiento físico, la mala alimentación y la reciente ruptura de una relación amorosa. Para empeorar la situación, el Colegio Central de Arte y Diseño de Saint Martins, donde había sido aceptada, se negó a admitirla por más tiempo. Decidió dejar su apartamento en Londres y regresar a su natal Dorset. Mientras se recuperaba durante octubre de 1992, comenzó a trabajar en las canciones que formarían parte de Rid of Me.

## Estilo musical y contenido

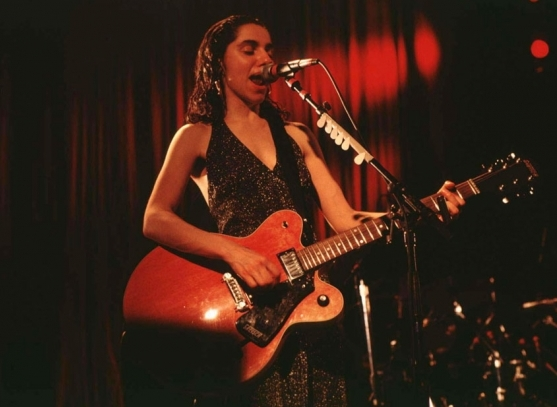
PJ Harvey en 1993.

Estructuralmente, Harvey continuó usando composiciones complejas, al utilizar «firmas de tiempo extrañamente sesgadas y estructuras de canciones retorcidas», resultando en canciones que "se inclinan hacia el performance art".
Musicalmente, Rid of Me sigue con la línea del rock alternativo y el indie rock mostrado en Dry, pero con un sonido más agresivo e incursionando en el punk blues. A los ya tradicionales bajo, guitarra y batería, Polly añadió instrumentos como el órgano, chelo y violín, tocados por ella.
Líricamente, las canciones del álbum han sido interpretadas como de naturaleza feminista, sin embargo Harvey ha negado en reiteradas ocasiones tal calificativo en sus composiciones, declarando: 

«La mitad del tiempo ni siquiera me considero una mujer. Cuando escribo canciones nunca lo hago con el género en mente. Estoy fascinada con cosas que pueden ser consideradas repulsivas o avergonzantes, me gusta sentirme insegura».

Algunas de las letras se inspiraron en experiencias personales, como por ejemplo «Rid of Me», que da nombre al álbum, fue escrita a causa de una ruptura amorosa. Cuando un entrevistador le dijo que dicha canción sonaba psicótica, respondió que escribió la canción «en un mal momento» y agregó «yo era casi psicótica en ese entonces». Pero dejó en claro que no todas las letras debían ser leídas autobiográficamente, diciendo «tendría que tener 40 años y estar muy cansada de haber vivido todo lo que escribo».
El álbum contenía una versión de «Highway 61 Revisited» de Bob Dylan. La madre y el padre de Harvey, ambos fanes de Dylan, sugirieron que grabara la canción.

## Grabación
Hacia fines del otoño de 1992, Harvey y su banda se embarcaron en una breve gira por Estados Unidos. Cuando esta concluyó en diciembre de ese año, se quedaron en Norteamérica para grabar su nuevo álbum en los Pachyderm Recording Studios en Cannon Falls, Minnesota. Harvey reclutó al músico e ingeniero de sonido Steve Albini para registrar el disco; según ella había admirado el trabajo que Albini había realizado con bandas como Pixies, Slint, The Breeders y The Jesus Lizard.

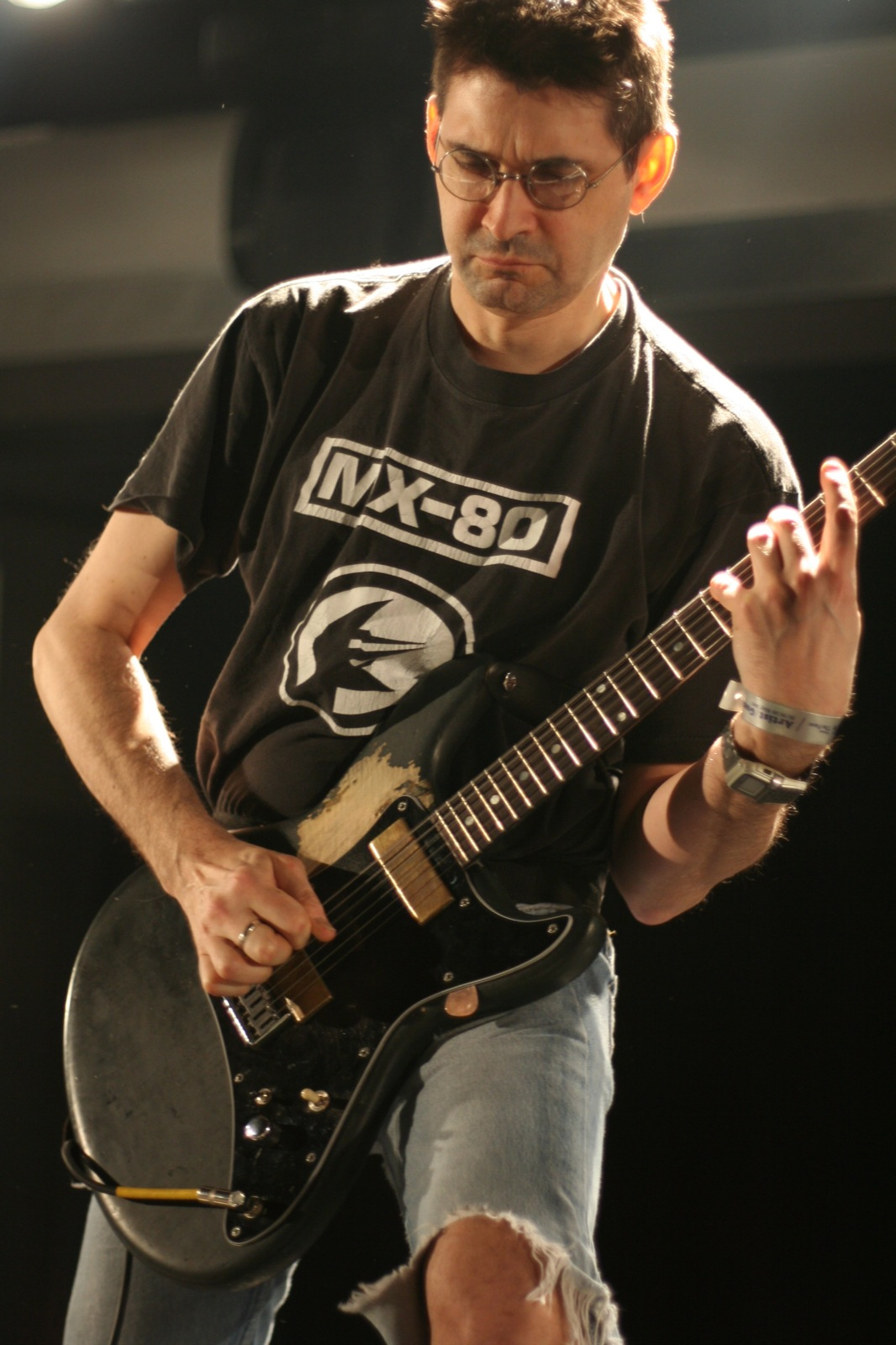
Steve Albini, productor de Rid of Me.

La sesión de grabación tuvo lugar durante un período de dos semanas, pero según Harvey la mayor parte se llevó a cabo en tres días.  La mayoría de las canciones se tocaban en vivo en el estudio. Harvey habló muy bien de la grabación de Albini, afirmando: «Él es la única persona que conozco que puede grabar un kit de batería y suena como si estuvieras de pie frente a un kit de batería. No suena como si hubiera pasado por un proceso de grabación o está saliendo de los altavoces, puedes sentir el sonido que registra, y por eso quería trabajar con él, porque todo lo que siempre quise es que seamos grabados y sonenemos como cuando lo hacemos juntos en una habitación».
También dio una idea de sus métodos de grabación, diciendo: «La forma en que algunas personas piensan en producir es para ayudar a hacer arreglos, contribuir o tocar instrumentos, él no hace nada de eso. Simplemente establece sus micrófonos de una manera completamente diferente de la que he visto a alguien montar micrófonos antes, y eso era asombroso: los tenía en el suelo, en las paredes, en las ventanas, en el techo, a veinte pies de distancia de donde uno estaba sentado... Es muy bueno en conseguir el ambiente adecuado para obtener la mejor toma».
La canción «Man Size Sextet» no fue grabada por Albini. En cambio, fue producida por Harvey, Rob Ellis y Head.
Alentada por Albini, los demos de las canciones, grabados por Harvey entre 1991 y 1992 en una mesa de cuatro pistas, fueron publicados en el álbum 4-Track Demos pocos meses después del lanzamiento de Rid of Me.
Poco después de terminar Rid of Me, Albini fue contratado por Nirvana para grabar el álbum In Utero, luego de enviar a la banda una copia del recién terminado disco como un ejemplo de como ellos podrían sonar.

## Arte del disco
La portada del álbum muestra a Harvey desnuda y balanceando su cabello empapado en el aire. La foto fue capturada por la amiga y fotógrafa de Harvey, Maria Mochnacz, y fue tomada en el baño de Mochnacz. Debido al pequeño tamaño de la habitación, tuvo que colocar su cámara contra la pared frente a Harvey y no podía mirar a través del visor de la cámara. La foto fue tomada en la oscuridad total y solo iluminada por el flash de la cámara. Cuando la foto fue entregada a Island Records, Mochnacz fue informada de que las imperfecciones en la imagen (como las gotas de agua en la pared y la planta de la casa) podrían ser eliminadas. Ella protestó ante esta decisión, respondiendo, «Se supone que es así; es parte de la imagen».
La fotografía de la carátula interior, en blanco y negro, muestra a Harvey junto a sus compañeros de banda, Rob Ellis y Steve Vaughan.

## Publicación y rendimiento comercial
Rid of me fue publicado el 4 de mayo de 1993 y debutó en la posición número tres en la lista de álbumes del Reino Unido y rápidamente obtuvo el disco de plata. En Estados Unidos logró una buena difusión en las radios universitarias y la ayudó a expandir a su creciente base de seguidores, siendo su primer álbum en entrar en la lista del Billboard 200 además de ubicarse en el número 10 del Billboard Heatseekers Albums y hasta la fecha a vendido 207,000 copias en ese país.
Fueron lanzados dos sencillos para promocionar el álbum: el primero de ellos, «50ft Queenie», apareció en abril de 1993, llegando al puesto 27 de la lista de sencillos del Reino Unido y en julio de ese mismo año se lanzaría «Man-Size», que alcanzó el número 42. Ambos vídeos musicales fueron dirigidos por Maria Mochnacz.

## Recepción de la crítica y legado
Tras su lanzamiento, el álbum inmediatamente comenzó a recibir elogios tanto por parte de los críticos de Estados Unidos y Gran Bretaña. Melody Maker comentó que «ningún otro artista británico está explorando tan agresivamente el lado oscuro de la naturaleza humana o su humor negro ilógico, ningún otro posee el coraje, y mucho menos el talento para conjurar su banda sonora». El veterano locutor británico John Peel, un seguidor de Harvey desde el comienzo de su carrera, añadió: «Hemos quedado tan sorprendidos al escuchar este álbum, cuyo sonido que vuelve una y otra vez implantándose en nuestras conciencias». Evelyn McDonnell de Spin escribió que Harvey llegó a un punto de «confundir las expectativas y los estereotipos». Rockdelux lo describió como «un nuevo espacio para que emerja en toda su grandeza el paisaje desolado, tenso y atormentado de un talento tan gratificante como perturbador». El álbum también llamó la atención de músicos más consolidados. Elvis Costello, por ejemplo, comentó que muchas de las canciones de Harvey «parecen ser sobre sangre y fornicar», una declaración con la que Harvey no estaba de acuerdo.
| «Me sorprendió la reacción positiva de la gente hacia Rid of Me. Me gustó pero pensé que era un álbum muy... difícil, creí que a las personas que tenían el primer álbum no les gustaría.»—PJ Harvey |

La producción de Steve Albini  resultó polémica. Los críticos estaban divididos sobre si su grabación complementaba la voz de Harvey o la perjudicaba. En el lado positivo, se escribió que «Albini equilibra hábilmente la fuerte retroalimentación y distorsión con pausas silenciosas inesperadas, haciendo que este lanzamiento sea musicalmente más diverso, y en última instancia más satisfactorio que el debut de PJ Harvey». Pero otros consideraron la grabación demasiado dura, afirmando que «la producción deliberadamente cruda de Steve Albini deja todo lo mínimo y áspero, como si todo el álbum estuviera grabado en el sótano de alguien, con los tambores instalados en un cuarto de baño para hacer ruido tan caóticamente como sea posible». Otra reseña simplemente lo llamó «un desafío para soportar».
Harvey estaba satisfecha con el resultado final. «Yo lo hago todo para mí misma», dijo, «y yo estaba contenta con eso, realmente no escucho cuando la gente dice cosas buenas de mi trabajo porque tienden a no darme elogios por nada. Con  Rid of Me, para ese período de mi vida, fue perfecto, bueno, no fue perfecto pero lo más cerca que pude conseguir en ese momento».

### Críticas en retrospectiva
En retrospectiva, Stephen Thomas Erlewine de Allmusic dio a Rid of Me una puntuación máxima de 5 estrellas, comentando en la reseña que «las canciones de Harvey, en decidido contraste con el enfoque de Albini, están llenas de áreas grises e incertidumbres, y son considerablemente más personales que las de Dry. Además, son líricamente y melódicamente superiores a las canciones de su debut». En 2007 el sitio web español Jenesaispop escribió que «lo mejor del punk, el blues y el rock, sin aditivos artificiales ni poses absurdas, se alían con una PJ que suena rota, desgarrada, en estado de gracia absoluto, capaz de retratar como pocos autores una pasión desesperada hasta la violencia o la enfermedad». Asimismo, el prestigioso sitio de la revista chilena Rockaxis lo elogió añadiendo que «pocas figuras han sabido avanzar con tal desenvoltura y tal búsqueda de atemporalidad en cada uno de sus trabajos, por lo que es y siempre será una de las autoras más importantes del rock». En 2017, Las palabras de Paula Mejia de National Public Radio al escribir la reseña de Rid of Me para un listado de los mejores álbumes femeninos fueron: «Harvey no solo demostró que podía estar con los chicos, sino que los había superado por completo».

### Reconocimientos
Al ser aclamado por la crítica, Rid of Me obtuvo diversos reconocimientos: apareció en el top diez de lo mejor del año en varios medios de prestigio, como The Village Voice, Spin, Melody Maker, Vox y Select y fue escogido como el número uno de los mejores álbumes internacionales por la revista Rockdelux. Rid of Me también fue nominado como candidato para el Mercury Prize de 1993, pero el premió fue ganado por Suede y su álbum homónimo. Su prestigio fue creciendo con el paso de los años: Rolling Stone lo mencionó como una de las grabaciones esenciales de los '90, y la revista Spin lo posicionó como el noveno álbum más grande del período 1985-2005, después de que inicialmente lo ubicó en la posición 37 de los mejores álbumes de la década de 1990. En 2003, fue posicionado en el lugar 406 de la lista de Los 500 mejores álbumes de todos los tiempos según Rolling Stone. En 2011, Slant Magazine clasificó a Rid of Me como el 25º álbum más grande de los años 90. En 2005 apareció en libro 1000 álbumes que hay que escuchar antes de morir; en 2014 ocupó el décimo lugar en la lista «Top 10 de los álbumes de rock alternativo más subestimados de los '90» del sitio Alternative Nation. En 2017 el sitio web de National Public Radio lo posicionó en el puesto número 21 de su lista de los «150 Mejores álbumes creados por mujeres».

## Gira
Harvey y su banda viajaron durante primavera y el verano de 1993 para promocionar Rid of Me. La gira comenzó en el Reino Unido en mayo, y en junio se trasladaron a América. Maria Mochnacz documentó varios aspectos de la gira, y sus imágenes se utilizaron para crear el álbum en vídeo Reeling with PJ Harvey (1994). El setlist de los conciertos contenía temas de Dry y Rid of Me, pero también interpretó canciones que no aparecieron en ninguno de aquellos álbumes, un ejemplo es que regularmente tocaba el tema «Wang Dang Doodle» de Willie Dixon. Un crítico elogió dicha versión y la llamó quizás «la versión definitiva de esa canción», apareciendo como lado b del sencillo «Man-Size».
En agosto terminaron la gira con una serie de fechas de apertura para U2 durante el Zooropa Tour. En el otoño el trío comenzó a desintegrarse, primero con la salida de Ellis y después de Vaughan poco después. En septiembre, Harvey ya actuaba sin ellos.

## Lista de canciones
Todas las canciones han sido escritas por PJ Harvey y producidas por Harvey y Steve Albini, excepto las que se detallan.
| Lado 1 |                      |              |                            |          |  |
| N.º    | Título               | Escritor(es) | Productor                  | Duración |  |
| 1.     | «Rid of Me»          |              |                            | 4:28     |  |
| 2.     | «Missed»             |              |                            | 4:25     |  |
| 3.     | «Legs»               |              |                            | 3:40     |  |
| 4.     | «Rub 'til It Bleeds» |              |                            | 5:03     |  |
| 5.     | «Hook»               |              |                            | 3:57     |  |
| 6.     | «Man-Size Sextet»    |              | PJ Harvey, Rob Ellis, Head | 2:18     |  |

| Lado 2 |                        |              |           |          |  |
| N.º    | Título                 | Escritor(es) | Productor | Duración |  |
| 7.     | «Highway 61 Revisited» | Bob Dylan    |           | 2:57     |  |
| 8.     | «50ft Queenie»         |              |           | 2:23     |  |
| 9.     | «Yuri-G»               |              |           | 3:28     |  |
| 10.    | «Man-Size»             |              |           | 3:16     |  |
| 11.    | «Dry»                  |              |           | 3:23     |  |
| 12.    | «Me-Jane»              |              |           | 2:42     |  |
| 13.    | «Snake»                |              |           | 1:36     |  |
| 14.    | «Ecstasy»              |              |           | 4:26     |  |

## Créditos
Todos los créditos se han adaptado a partir de las notas de Rid of Me.
PJ Harvey Trio
- PJ Harvey - voz, guitarra, órgano, chelo, violín, productora (pista n.° 6).
- Steve Vaughan - bajo.
- Rob Ellis - batería, percusión, coros, arreglo, productor (pista n° 6).

Técnicos
- Steve Albini - productor, ingeniería, mezcla.
- Head - producción e ingeniería (pista n.° 6).
- John Loder - masterización.

Diseño
- Maria Mochnacz - fotografía.

## Listas
| País           | Lista                           | Posición |
| -------------- | ------------------------------- | -------- |
| Australia      | Australian ARIA Albums Chart    | 110      |
| Reino Unido    | UK Albums Chart                 | 3        |
| Estados Unidos | US Billboard 200                | 158      |
| Estados Unidos | US Billboard Heatseekers Albums | 10       |

| País           | Organismo certificador | Certificación | Ventas  |
| -------------- | ---------------------- | ------------- | ------- |
| Reino Unido    | BPI                    | Plata         | 200,000 |
| Estados Unidos | RIAA                   | —             | 207,000 |

### Sencillos
| Año  | Sencillo       | Posición |
| Año  | Sencillo       | RU       |
| ---- | -------------- | -------- |
| 1993 | «50ft Queenie» | 27       |
| 1993 | «Man-Size»     | 42       |